# Порт-Колден (Нью-Джерсі)
Порт-Колден (англ. Port Colden) — переписна місцевість (CDP) в США, в окрузі Воррен штату Нью-Джерсі. Населення — 260 осіб (2020).

## Географія
Порт-Колден розташований за координатами 40°46′6″ пн. ш. 74°57′15″ зх. д. / 40.76833° пн. ш. 74.95417° зх. д. (40.768259, -74.954121).  За даними Бюро перепису населення США в 2010 році переписна місцевість мала площу 0,51 км², уся площа — суходіл.

## Демографія
Згідно з переписом 2010 року, у переписній місцевості мешкали 122 особи в 55 домогосподарствах у складі 34 родин. Густота населення становила 240 осіб/км².  Було 59 помешкань (116/км²).
Расовий склад населення:
| - 95,1 % — білих - 1,6 % — корінних американців - 0,8 % — азіатів |

До двох чи більше рас належало 2,5 %. Частка іспаномовних становила 0,8 % від усіх жителів.
За віковим діапазоном населення розподілялося таким чином: 16,4 % — особи молодші 18 років, 71,3 % — особи у віці 18—64 років, 12,3 % — особи у віці 65 років та старші. Медіана віку мешканця становила 43,5 року. На 100 осіб жіночої статі у переписній місцевості припадало 76,8 чоловіків;  на 100 жінок у віці від 18 років та старших — 82,1 чоловіків також старших 18 років.
За межею бідності перебувало 14,3 % осіб, у тому числі 0,0 % дітей у віці до 18 років та 0,0 % осіб у віці 65 років та старших.
Цивільне працевлаштоване населення становило 60 осіб. Основні галузі зайнятості: виробництво — 25,0 %, транспорт — 21,7 %.